# Utrechtse Golfclub De Pan
De Utrechtse Golfclub De Pan is bijna de oudste golfclub in Nederland en werd opgericht in 1894.

## Geschiedenis

#### De Doornsche Golf Club
In 1894 werd De Doornsche Golf Club opgericht, het was een van de oudste golfclubs van Nederland. Voordat de club werd opgericht, werd er al gespeeld op de buitenplaats Nieuw Sterkenburg. Na de oprichting werd er aanvankelijk gespeeld op het terrein van Huize Bornia.

De eerste voorzitter was Frans Labouchere (1854-1938), wethouder van Doorn. Hij werd na enkele jaren opgevolgd door zijn zwager Jhr Hendrik Daniël Wijnand Hooft, toen getrouwd met Henriette Labouchere, die in 1894 de eerste clubkampioene was. In het bestuur van de club zaten in 1899 ook Jhr Louis van Loon en Jhr Charles de Pesters (1875-1945), schoonzoon van Labouchere. Van Loon volgde Hooft in 1908 op, en De Pesters was sinds 1898 secretaris en van 1922 tot zijn overlijden voorzitter.

Op 14 november 1896 won de club de Challenge Cup, die op 10 oktober 1895 door de Hague Golf Club werd uitgeloofd en gewonnen. Op 18 november 1897 won de Doornsche de Cup wederom. Daarna mocht de club de cup behouden, en werd een nieuwe trofee ter beschikking gesteld door de H.G.C. 
Er wordt niet meer om de cup gespeeld, hij staat nu op De Pan.

Jos van Dijk (1898-1965) was caddie op de club en werd een van de eerste clubprofessionals.

#### De Pan
De Doornsche Golf Club werd in 1927 omgedoopt in de Utrechtsche Golf Club De Pan en verhuisde naar de huidige baan te Bosch en Duin (gem. Zeist), op het terrein van de N.V. Schaerweijder Bossen, opgericht door Isaac Dignus Fransen van de Putte, en beheerd door diens kleinzoon jhr. G.F. van Tets van Goischalxoord, de secretaris van de 'Doornsche' sinds De Pesters voorzitter was geworden. Van Tets was tevens getrouwd met jkvr. Constance Hooft, dochter van bovengenoemde oud-voorzitter Hooft en Henriette Labouchere. 
De Pesters voorganger Van Loon, erevoorzitter, mocht de eerste steen leggen. Hij stelde die dag een Van Loon-beker ter beschikking, die na enkele jaren zoek raakte, weer teruggevonden werd en aan De Pan werd geschonken. Van Loon had echter voor zijn 90ste verjaardag in 1952 de club al een nieuwe beker aangeboden, dus toen waren er twee Van Loon-bekers. De oude beker werd de trofee voor de winnares, de nieuwere beker ging naar de winnaar van de wedstrijd.
Jos van Dijk verhuisde mee, en ging met zijn vrouw boven de dameskleedkamer wonen.
In 1960 vierde Jos van Dijk vierde zijn 40-jarig jubileum, en werd ter gelegenheid hiervan geridderd. Van Dijk heeft o.a. het initiatief genomen voor de Langste Dag Wedstrijd (mixed greensome stableford cross country).

#### De nieuwe baan
De nieuwe golfbaan werd door de architect H.S. Colt ontworpen. De in die tijd bekende Engelse golfbaanarchitect Harry Colt was ook verantwoordelijk voor het ontwerpen van Koninklijke Haagsche Golf & Country Club, Eindhovensche Golf, Hilversumsche Golf Club, Kennemer Golf & Country Club en Golfclub de Dommel. 

#### 100 jaar
Het eeuwfeest werd o.a. gevierd met een wedstrijd, waarbij de deelnemers gekleed waren als in 1894. De wedstrijd vond plaats op Heidestein, het natuurgebied waar ooit de Doornse golfbaan lag. Er waren vier holes herschapen, met een fairway van heide. Winnaar waren Jan Willem Verloop en Annemiek van Schaik.

## Karakter van de baan
De Pan wordt gerekend tot de mooiste banen van Nederland. De eerste 9 holes werden geopend in 1929, uitbreiding naar 18 holes volgde in 1932. De fairways strekken zich uit over een glooiend terrein, te midden van een majestueus bos waarin reeën en vossen zich thuis voelen. De veelvuldige heidevelden vormen vaak een natuurlijk obstakel in de fairways. Verschillende afslagplaatsen liggen verhoogd of verlaagd vanwege het heuvelachtige karakter van de baan. Deze prachtige uitdagende bosbaan, die op zandgrond werd aangelegd, is technisch gezien zeer doordacht. De moeite van het vermelden waard is de 6e hole, waar men na het eerste blinde tee-shot wederom de bal moet richten op een kruis hoog op een boom gemarkeerd in de hoop op de green terecht te komen.
Jarenlang was Cees Dorrestein head-pro op De Pan. In 2006 volgde Cees Renders hem op. In 1971 speelde Renders zijn eerste wedstrijd als pro op De Pan. Sindsdien hoopte hij daar ooit pro te worden, een wens die 35 jaar later in vervulling ging.
De huidige pro’s zijn John Bleys en Thijs Boomsma.

## Bekende leden
- Joke M.Th. Mundt-van der Laan was twaalf keer achtereen clubkampioene. Ze was jarenlang bestuurslid en werd Lid van Verdienste van De Pan. Ze was ook lid van meerdere commissies van de NGF en kreeg de NGF-gouden speld uitgereikt. Ze overleed op 15 september 2008.
- Jan Willem Verloop, voorzitter NGF tot maart 1989